# Ben Jones (Politiker, 1941)

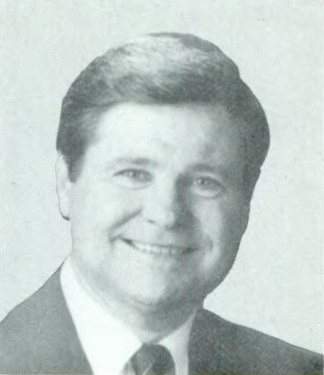
Ben Jones (1989)

Ben Lewis Jones (* 30. August 1941 in Tarboro, Edgecombe County, North Carolina) ist ein US-amerikanischer Schauspieler und Politiker. Zwischen 1989 und 1993 vertrat er den Bundesstaat Georgia im US-Repräsentantenhaus.

## Werdegang
Ben Jones besuchte bis 1959 die Woodrow Wilson High School in Portsmouth (Virginia). Danach studierte er zwischen 1961 und 1964 an der University of North Carolina in Chapel Hill. Anschließend arbeitete er als professioneller Entertainer im Showgeschäft. Zwischen 1979 und 1985 spielte er in der Fernsehserie „Ein Duke kommt selten allein“ (The Dukes of Hazzard) die Rolle des Cooter Davenport.
Politisch schloss sich Jones der Demokratischen Partei an. Im Jahr 1986 kandidierte er erfolglos für den Kongress. Bei den Kongresswahlen des Jahres 1988 wurde er dann aber im vierten Wahlbezirk von Georgia in das US-Repräsentantenhaus in Washington, D.C. gewählt, wo er am 3. Januar 1989 die Nachfolge von Pat Swindall antrat, den er bei der Wahl geschlagen hatte. Bei der Wahl half ihm eine wegen Meineids gegen Swindall erhobene Anklage. Nach einer Wiederwahl konnte er bis zum 3. Januar 1993 zwei Legislaturperioden im Kongress absolvieren. In dieser Zeit wurde der 27. Verfassungszusatz verabschiedet. Im Vorfeld der Wahlen des Jahres 1992 unterlag er in der Primary seiner Partei. 1994 bewarb er sich erfolglos um die Rückkehr in den Kongress.
Nach dem Ende seiner Zeit im US-Repräsentantenhaus kehrte Jones ins Showgeschäft zurück. Außerdem wurde er schriftstellerisch tätig. Im Jahr 1998 erregte er Aufsehen, als er, obwohl Mitglied der Demokratischen Partei, im Amtsenthebungsverfahren gegen Präsident Bill Clinton diesen zum Rücktritt aufforderte. Zuvor hatte er bereits als Darsteller in dem Film „Mit aller Macht“ mitgewirkt, in dessen Mittelpunkt ein an Clinton angelehnter Charakter – gespielt von John Travolta – steht und kritisch beleuchtet wird. Im Jahr 2002 kandidierte er erfolglos in Virginia für den Kongress.

## Filmografie
- 1979–1985: Ein Duke kommt selten allein (The Dukes of Hazzard, Fernsehserie)
- 1994: Mit aller Macht (Primary Colors)
- 1998: Sliders – Das Tor in eine fremde Dimension (Sliders, Fernsehserie, Gastauftritt)
- 1999: Jung und Leidenschaftlich – Wie das Leben so spielt (As the World Turns, Fernsehserie, Gastauftritt)
- 2005: Surface – Unheimliche Tiefe (Surface, Fernsehserie, Gastauftritt)